# Tercero de confianza
El tercero de confianza, "mediador de confianza" así como "nodo neutro", es una institución ideada para el ámbito digital con origen en la institución del depositario, y conforme al artículo 25 de la Ley 34/2002, de 11 de julio, de servicios de la sociedad de la información y de comercio electrónico española, en trasposición de la Directiva 2000/31/CE, de 8 de junio del parlamento Europeo y del Consejo, relativa a determinados aspectos de los servicios de la sociedad de la información y, en particular, del comercio electrónico:

«Intervención de terceros de confianza.
1. Las partes podrán pactar que un tercero archive las declaraciones de voluntad que integran los contratos electrónicos y que consigne la fecha y la hora en que dichas comunicaciones han tenido lugar. La intervención de dichos terceros no podrá alterar ni sustituir las funciones que corresponde realizar a las personas facultadas con arreglo a Derecho para dar fe pública.
2. El tercero deberá archivar en soporte informático las declaraciones que hubieran tenido lugar por vía telemática entre las partes por el tiempo estipulado que, en ningún caso, será inferior a cinco años.»

La seguridad jurídica en las transacciones telemáticas cobra cada vez mayor importancia para las administraciones, ayuntamientos y empresas como banca, seguros, etc.

## Cómo funciona un tercero de confianza
El tercero de confianza archiva las declaraciones de voluntad que integran los contratos electrónicos, e interviene cuando las partes pactan esta forma de acreditación de la celebración de los contratos electrónicos.
Aunque la LSSI exige una duración mínima de la custodia 5 años, en realidad el mínimo práctico es de 6 años, por exigencia del Código de Comercio y de la normativa de blanqueo de capitales, respecto a los sujetos obligados.
En el marco de los servicios de confianza regulados por el reglamento europeo de 2014, los Terceros de Confianza pasan a denominarse Prestadores de Servicios de Confianza Digital y aplican mecanismos de seguridad como la Firma Electrónica, el Sello de Tiempo, la Custodia Electrónica o los servicios de Entrega Electrónica fehaciente de mensajes.

## Reglamento UE 910 2014
Tras la publicación del Reglamento Europeo UE 910/2014 Los Terceros de Confianza son Prestadores de Servicios de Confianza Digital.
Por ello deben cumplir la nueva normativa y superar auditorías bienales.
En España el organismo supervisor de los Prestadores de Servicios de Confianza Digital es el Ministerio de Industria, Energía y Turismo,

## Servicios de confianza digital
En el marco del Reglamento Europeo UE 910/2014, se definen varios servicios de confianza digital de forma expresa y varios más de forma indirecta.
Se definen de forma expresa:
- Emisión de certificados a personas físicas para la realización de firmas electrónicas avanzadas y cualificadas.

- Emisión de certificados a personas jurídicas para la realización de sellos electrónicos avanzados y cualificados.

- Emisión de certificados para sitios web

- Servicios de entrega certificada, también conocidos como de "notificación fehaciente" en virtud de otras referencias legales

- Servicios de sellos de tiempo

Se definen de forma indirecta:
- Servicios de custodia de documentos electrónicos y de firmas electrónicas

- Servicios de firma electrónica en la nube (basada en servidor)

## La Administración española en la Red
Desde 2008, todas las administraciones públicas en España están obligadas a publicar en Internet todos sus concursos y contrataciones, y a utilizar sellos temporales o entidades de certificación que garanticen el momento de publicación.
La ley 30/2007, de 30 de octubre, de Contratos del Sector Público, establece en su artículo 42 la obligación de los poderes adjudicadores de contar con un sistema de publicación fehaciente en su Perfil del contratate, que implica necesariamente la intervención de terceros de confianza.
El 5 de agosto de 2010, entró en vigor la Ley 34/2010, que modifica las leyes 30/2007, de 30 de octubre, de Contratos del Sector Público, 31/2007, de 30 de octubre, sobre procedimientos de contratación en los sectores del agua, la energía, los transportes y los servicios postales, y 29/1998, de 13 de julio, reguladora de la Jurisdicción Contencioso-Administrativa para adaptación a la normativa comunitaria de las dos primeras, que indica la nulidad de los concursos y contrataciones realizados sin la adecuación de la Ley.